# Bufoceratias wedli
Bufoceratias wedli is een straalvinnige vissensoort uit de familie van diceratiden (Diceratiidae). De wetenschappelijke naam van de soort is voor het eerst geldig gepubliceerd in 1926 door Pietschmann.